# 巴富拉貝省

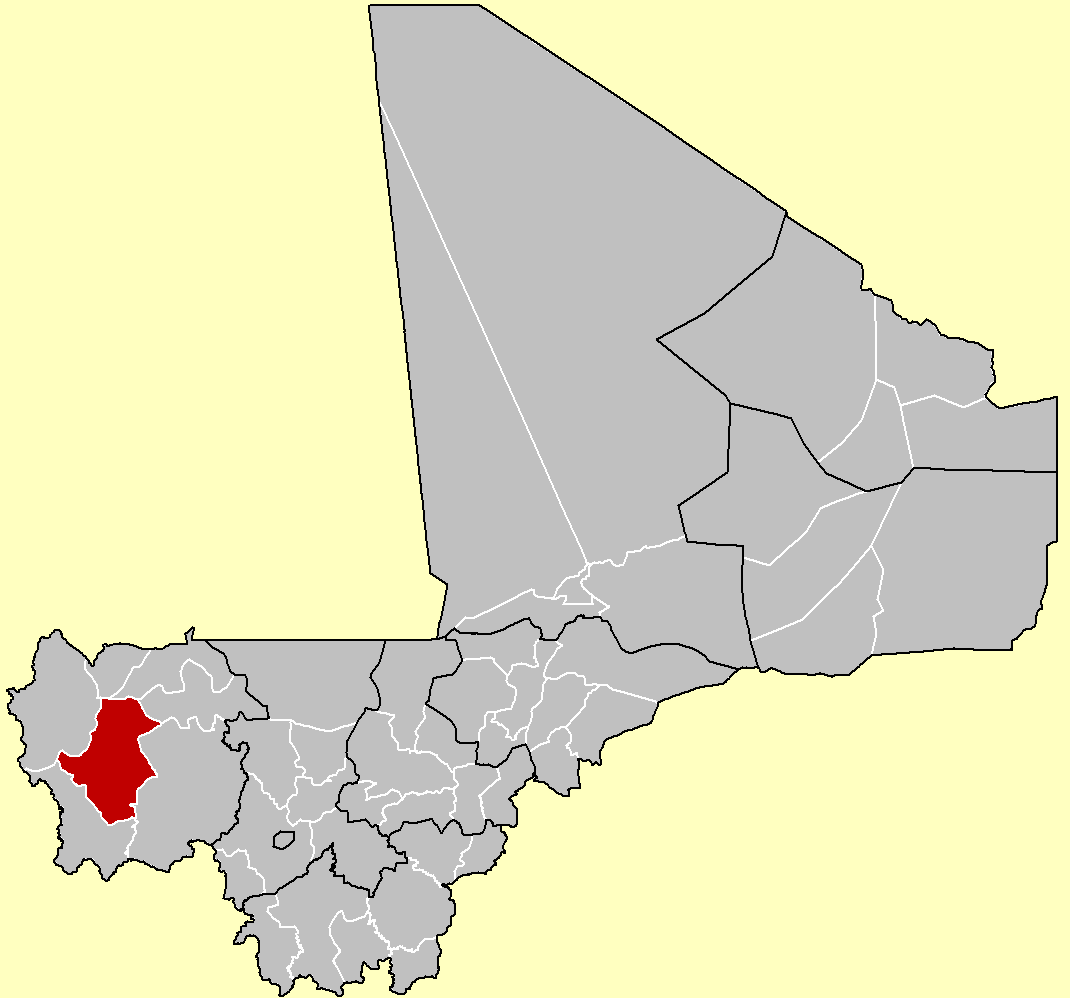

巴富拉貝省（法語：Cercle de Bafoulabé），是馬里的省份，位於該國西部，由卡伊區負責管轄，首府設於巴富拉貝，面積20,220平方公里，2009年人口233,926，人口密度每平方公里12人。